# Haworthia semiviva
Haworthia semiviva és una espècie del gènere Haworthia de la subfamília de les asfodelòidies.

## Descripció
Haworthia semiviva és una planta suculenta que forma una roseta solitària de fulles translúcides de color verd pàl·lid amb venes prominents. La roseta sense tija creix fins a 6 cm de diàmetre. Les fulles estan incurvades fins a 6 cm de llargada i fins a 1,5 d'amplada. Les flors són blanques amb venes verdes i apareixen en inflorescències de 30 cm d'alçada, generalment no ramificades que consten de 30 a 25 flors. A la natura, les puntes de les fulles s'assequen i es pleguen per protegir la planta durant el llarg estiu sec.

## Distribució i hàbitat
Haworthia semiviva és comú als districtes de Fraserburg, Sutherland i Williston de les províncies de sud-africanes del Cap Occidental i Cap Septentrional.
En el seu hàbitat creix incrustada en sòls poc profunds i en esquerdes de roques, en poblacions molt petites i aïllades al Karoo, regió desèrtica de Sud-àfrica.

## Taxonomia
Haworthia semiviva va ser descrita per (Poelln.) M.B.Bayer i publicada a Haworthia Handbook: 153 a l'any 1976.
Etimologia
Haworthia: nom en honor del botànic britànic Adrian Hardy Haworth (1767-1833).
semiviva: epítet derivada de dues paraules llatines semi que vol dir "quasi" i vivus que vol dir "per a la vida" i es refereix a les fulles que apareixen mig mortes durant la temporada seca.
Sinonímia
- Haworthia bolusii var. semiviva Poelln., Repert. Spec. Nov. Regni Veg. 44: 135 (1938). (Basiònim/Sinònim substituït)
- Haworthia arachnoidea var. semiviva (Poelln.) Halda, Acta Mus. Richnov., Sect. Nat. 4(2): 43 (1997).[6]